# Jura de Suabia
El Jura de Suabia o Jura suabo (en alemán: Schwäbische Alb, Schwäbischer Jura) es una sierra de media altura en Alemania del suroeste. Se extiende desde el cantón suizo de Schaffhausen diagonalmente a través de Baden-Wurtemberg hasta la frontera bávara al noreste de Ulm. Geológicamente es parte de la sierra del Jura que continúa al suroeste con el Jura suizo y al noreste con el Jura Francón.
El 2 de julio de 2017, el conjunto de Grutas y arte del periodo glacial en el Jura suabo (en alemán: Höhlen und Eiszeitkunst der Schwäbischen Alb) fue inscrito por la Unesco en la Lista del Patrimonio de la Humanidad. Son un conjunto de seis cuevas que fueron utilizadas por los humanos de la Era de Hielo para refugiarse hace unos 33000 a 43000 años. Las cuevas están ubicadas en los valles de los ríos Lone y Ach. Dentro de las cuevas se ha descubierto una estatuilla de forma femenina, figurillas talladas de animales (incluyendo leones de las cuevas, mamuts, caballos y ganado), instrumentos musicales y artículos de adorno personal. Algunas de las figurillas representan criaturas que son mitad animal, mitad humano.

## Geografía
Los antiguos picos han sido arrasados por la erosión y hoy son mesetas planas a una altitud de unos 800-1000 metros sobre el nivel del mar. 
Varios ríos se abren camino en el Jura de Suabia cavando profundos valles. El más importante de ellos es el río Danubio, que en su parte alta (Oberedonau) abre un estrecho valle flanqueado por paredes casi verticales cubiertas por bosques de coníferas. El río Neckar, tributario del Rin, atraviesa el Jura desde su nacimiento hasta la ciudad de Tubinga, donde las colinas dan paso al llano. 
El clima del Jura de Suabia es atlántico con inviernos fríos y veranos templados. Las lluvias se extienden a lo largo de todo el año, en ciertas zonas se superan los 2.000 mm de precipitación y son frecuentes las nevadas de noviembre a abril. El verano es breve y templado, rara vez se superan los 25 °C de temperatura. La vegetación más habitual son las coníferas y, en el fondo de los valles, los bosques de hoja caducifolia (hayas y robles) y los pastos para el ganado. 
La presencia humana en el Jura de Suabia es muy intensa. Las poblaciones principales son Reutlingen, Tubinga y Balingen.

## Galería de imágenes

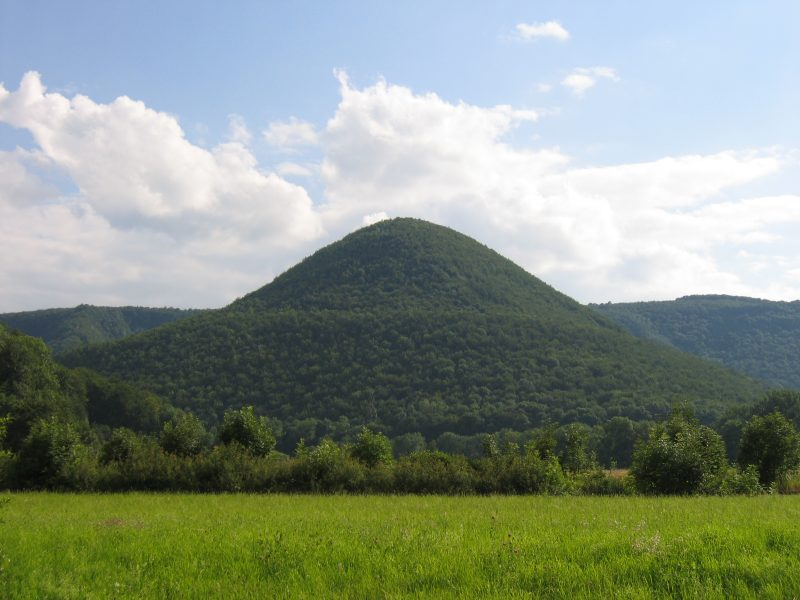
Monte "Runder Berg" cerca de Bad Urach.
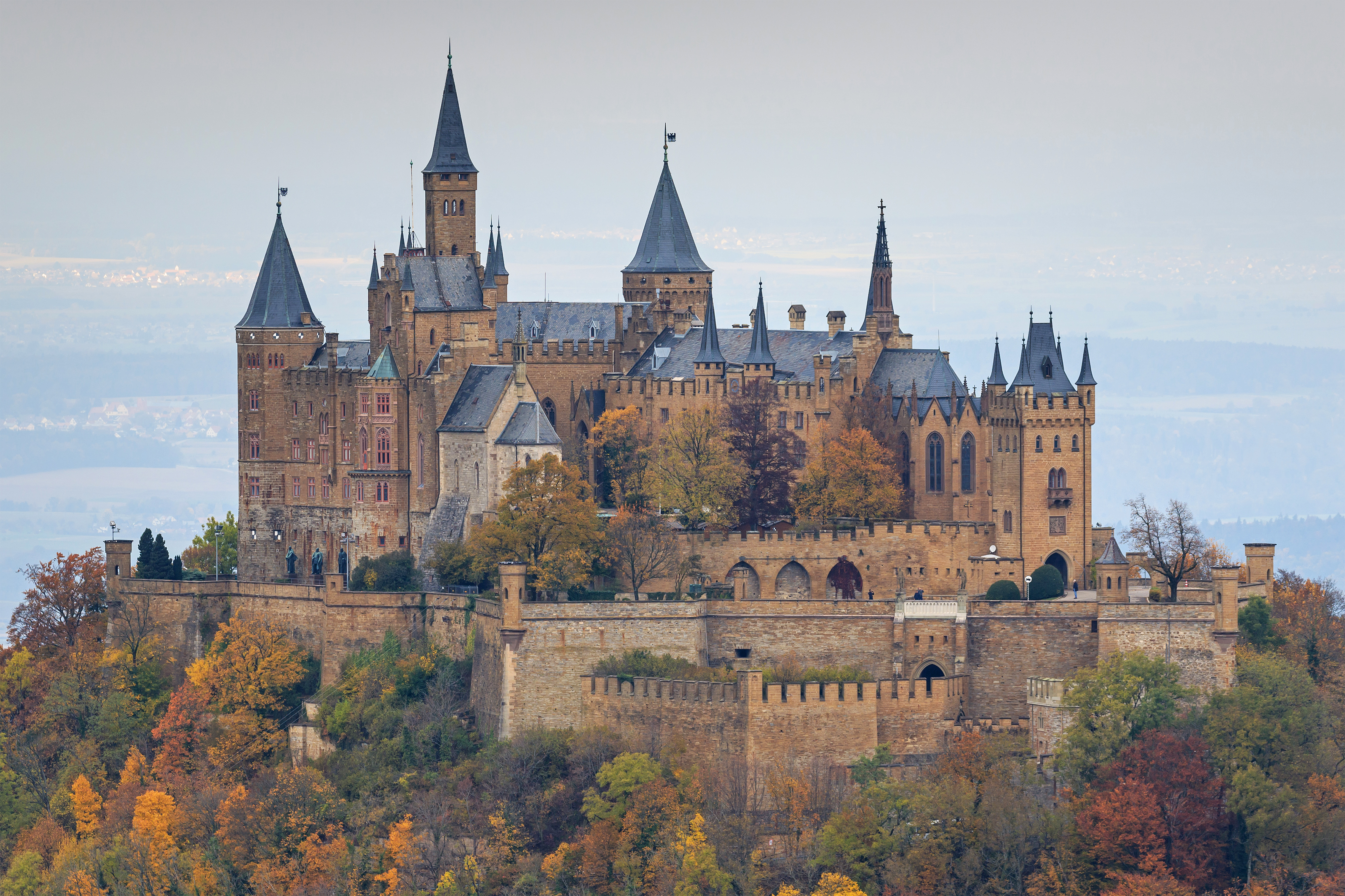
Castillo de Hohenzollern, cerca de Hechingen.
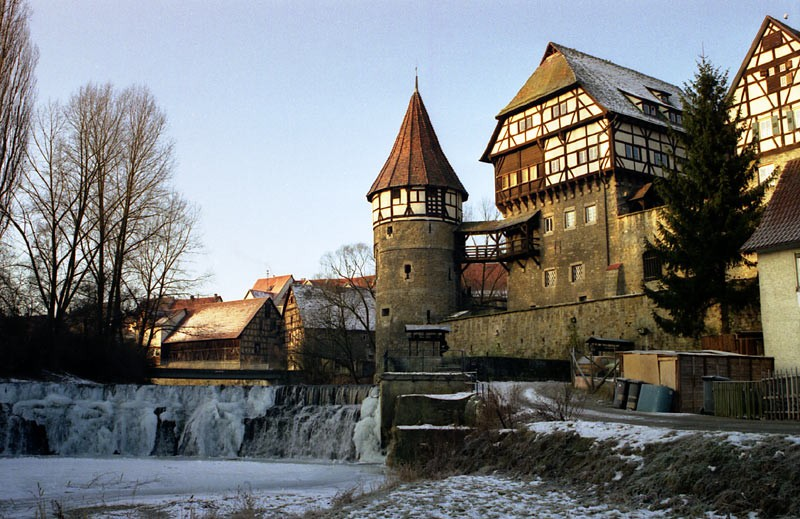
Castillo de Zollern en Balingen.
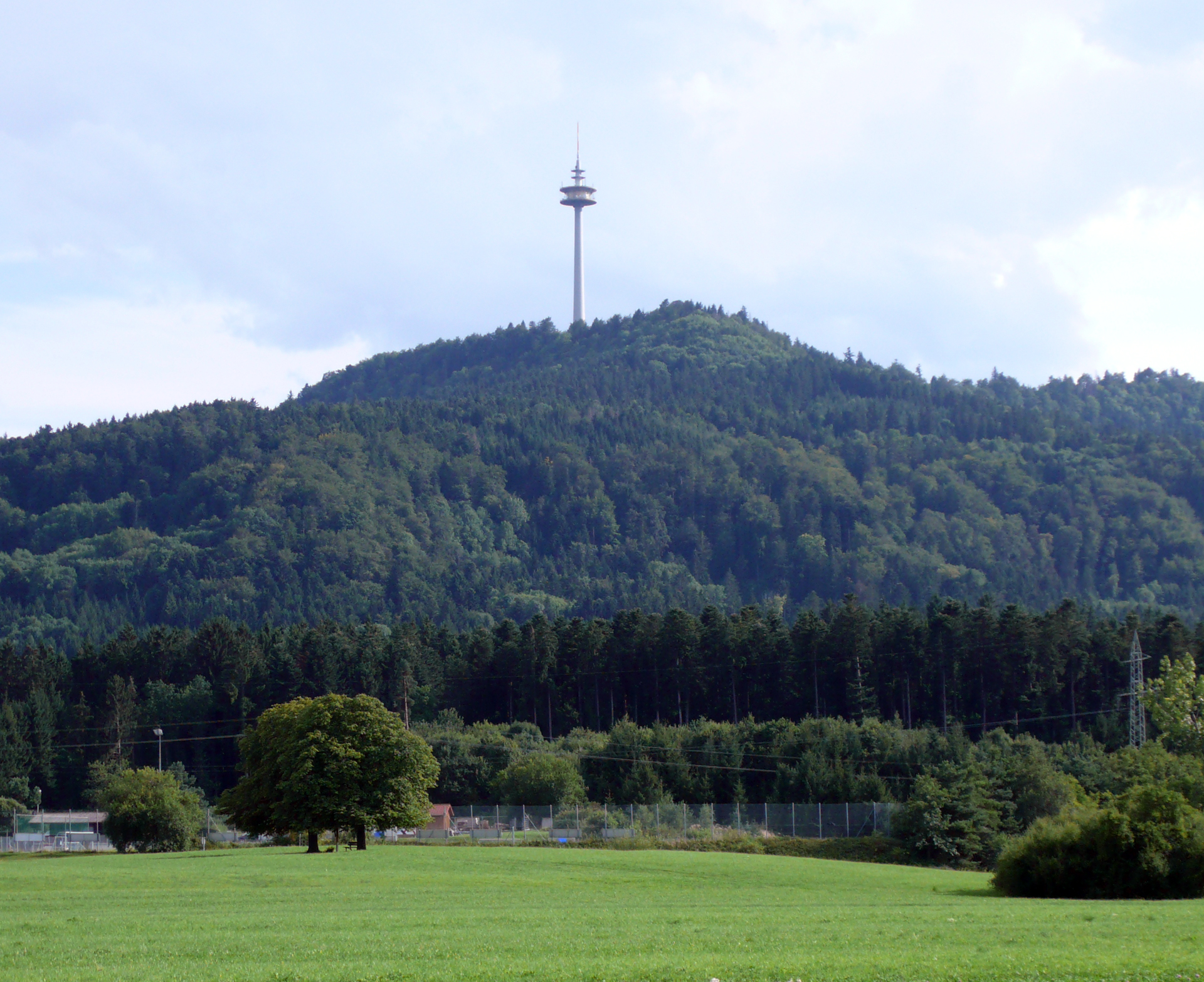
Monte Plettenberg, cerca de Schömberg.

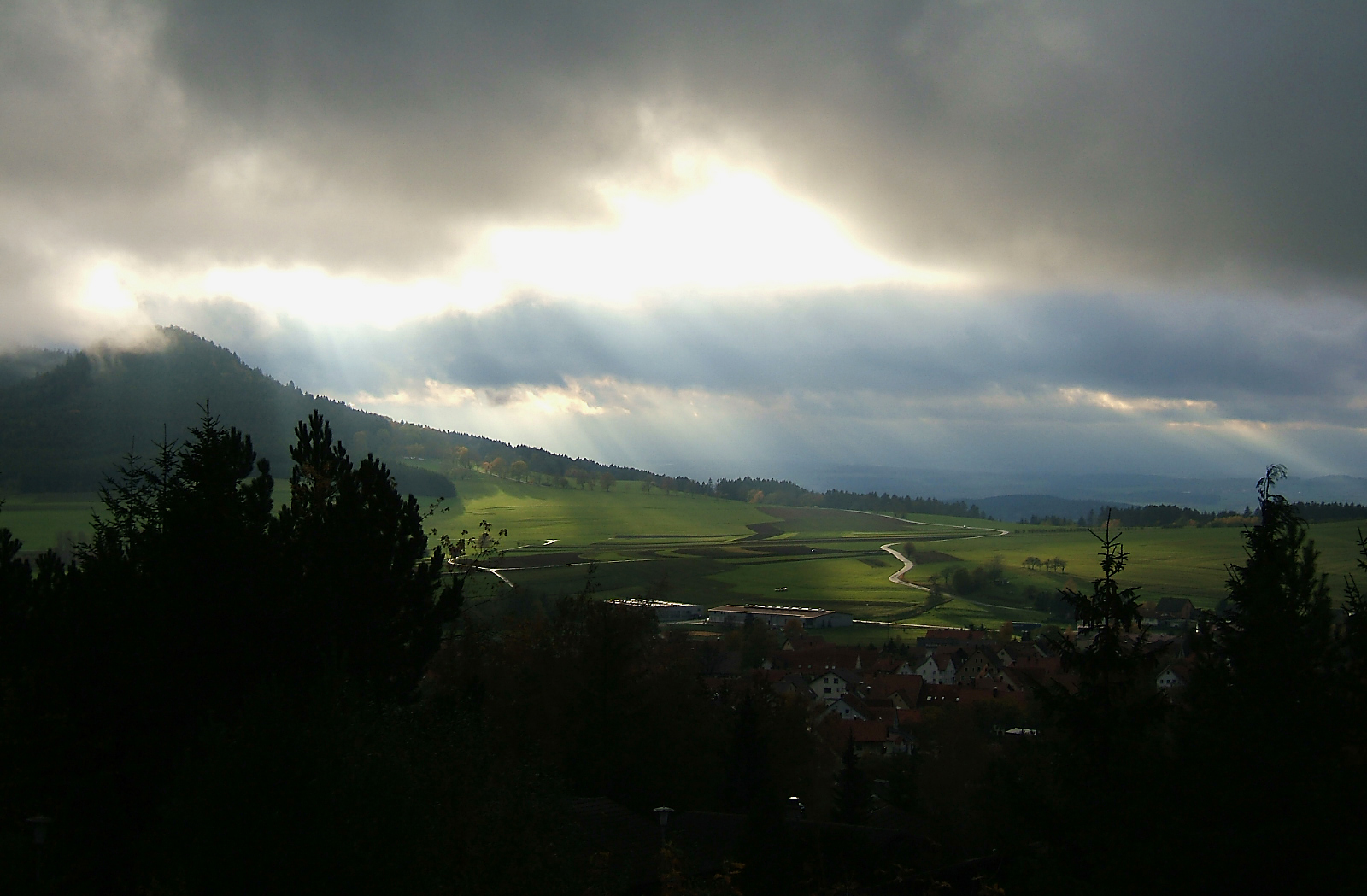
Oberhohenberg, máxima altura del Jura con 1.011 m.
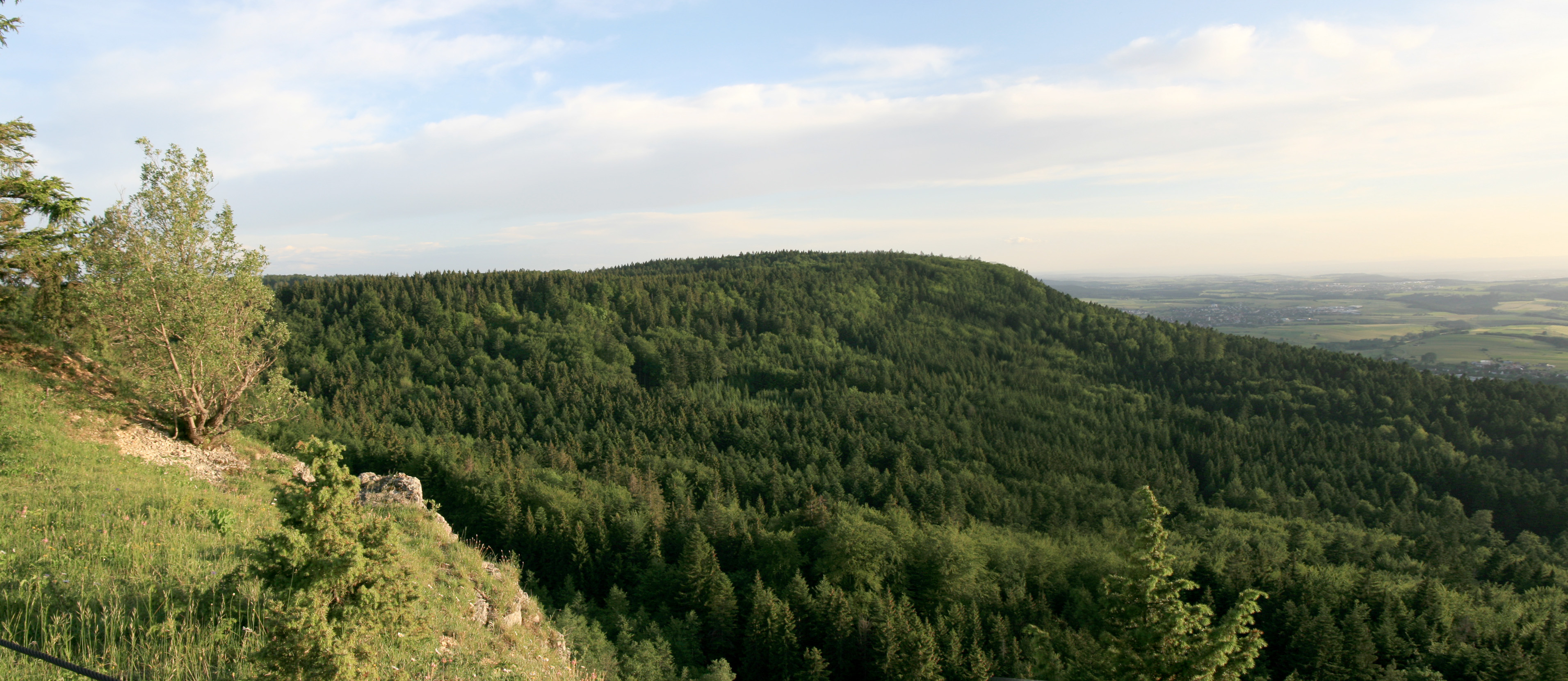
Hummelsberg, cerca de Tuttlingen.
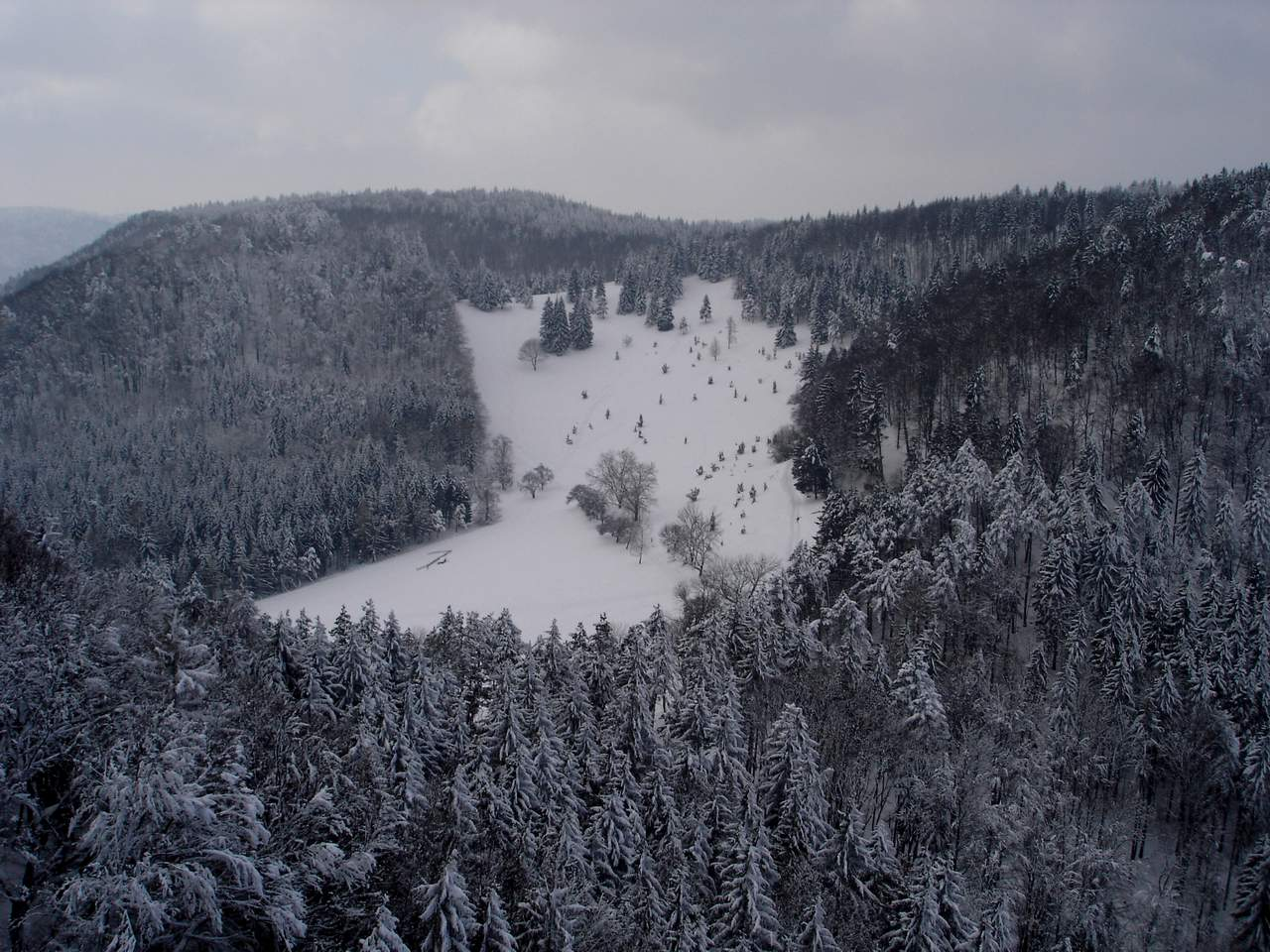
Scharfberg, cerca de Balingen en invierno.